# Aeropuerto Arsenio Valderrama
Aeropuerto Arsenio Valderrama är en flygplats i Colombia.   Den ligger i departementet Arauca, i den nordöstra delen av landet, 400 km nordost om huvudstaden Bogotá. Aeropuerto Arsenio Valderrama ligger 157 meter över havet.
Terrängen runt Aeropuerto Arsenio Valderrama är mycket platt. Runt Aeropuerto Arsenio Valderrama är det ganska glesbefolkat, med 40 invånare per kvadratkilometer. Närmaste större samhälle är Arauquita, 4,5 km väster om Aeropuerto Arsenio Valderrama. I omgivningarna runt Aeropuerto Arsenio Valderrama växer i huvudsak städsegrön lövskog.